# Awaken (manga)
Pour les articles homonymes, voir Awaken.
Awaken (オキテネムル, Okitenemuru) est un seinen manga de Hitori Renda, prépublié dans le magazine Manga Action et publié par l'éditeur Futabasha en volumes reliés depuis novembre 2014. La version française est éditée par Ki-oon depuis juillet 2016.

## Synopsis
Un mal étrange frappe le Japon : un parasite inconnu transforme les personnes infectées en monstres difformes assoiffés de sang ! Homme à tête de girafe, fille serpent… tout est possible. La rumeur veut que le gouvernement cherche à cacher la réalité du danger à tout prix, quitte à faire appel à une brigade privée réunissant scientifiques de génie et professionnels du combat.
Kanata, lycéen peu motivé par les études, était loin de penser qu’il se retrouverait lié à ces incidents tragiques. Mais ses aptitudes hors du commun le placent au centre de toutes les attentions : il est capable de dépasser les capacités visuelles humaines et de voir ce que nul ne peut détecter ! C’est un Awaken, un Éveillé, et qu’il le veuille ou non, le voilà impliqué dans une lutte effrénée contre un ennemi invisible…

## Liste des volumes
| no | Japonais         | Japonais          | Français         | Français          |
| no | Date de sortie   | ISBN              | Date de sortie   | ISBN              |
| -- | ---------------- | ----------------- | ---------------- | ----------------- |
| 1  | 28 novembre 2014 | 978-4-575-84534-1 | 7 juillet 2016   | 978-2-35592-970-0 |
| 2  | 28 novembre 2014 | 978-4-575-84535-8 | 8 septembre 2016 | 978-2-35592-989-2 |
| 3  | 28 mai 2015      | 978-4-575-84626-3 | 10 novembre 2016 | 979-10-327-0007-5 |
| 4  | 27 novembre 2015 | 978-4-575-84716-1 | 12 janvier 2017  | 979-10-327-0054-9 |
| 5  | 28 mai 2016      | 978-4-575-84805-2 | 9 mars 2017      | 979-10-327-0073-0 |
| 6  | 28 décembre 2016 | 978-4-575-84904-2 | 6 juillet 217    | 979-10-327-0094-5 |
| 7  | 28 juin 2017     | 978-4-575-84996-7 | 12 octobre 2017  | 979-10-327-0139-3 |
| 8  | 28 décembre 2017 | 978-4-575-85085-7 | 19 avril 2018    | 979-10-327-0250-5 |
| 9  | 27 juillet 2018  | 978-4-575-85193-9 | 18 octobre 2018  | 979-10-327-0324-3 |

## Analyse
Hitori Renda confie avoir été influencé par son travail sur King's Game, notamment par l'introduction d'éléments horrifiques dans des situations quotidiennes. Il explique également avoir voulu proposer un concept différent des traditionnelles histoires de contaminés : « en laissant chez les contaminés une part d'humanité, car le corps reste humain et les réactions aussi malgré les visages d'animaux, j'ai voulu créer une réaction d'étonnement chez mes lecteurs mais tout en conservant un aspect glauque ».

## Réception critique
Pour IGN, qui livre une critique du premier tome, « Awaken est une lecture intéressante, prenante et violente, mais à première vue assez classique. Le dessin de Hitori Renda, qui signe là son premier manga en solo, est très propre et lisible ».